# Eleição para governador do Alabama em 1998
A eleição para governador do estado norte-americano do Alabama em 1998 foi realizada em 3 de novembro de 1998, para eleger o governador do estado, que teve um mandato de quatro anos.

## Primária Democrata
A primária democrata foi realizada em 2 de junho de 1998, sendo vencida pelo vice governador Don Siegelman.

### Candidatos
- Don Siegelman venceu a nomeação com 78,26% dos votos.[1]
- Lenora Pate
- Wayne Sowell
- Lee Lamb

## Primária Republicana
A primária republicana foi realizada em 2 de junho de 1998, sendo que nenhum candidato obteve mais de 50% dos votos, levando a um segundo turno em 30 de junho de 1998.

### Candidatos
- Fob James venceu a nomeação com 55,91% dos votos
- Winton Blount

## Eleição Geral

### Resultados
| Eleição Geral | Eleição Geral | Eleição Geral | Eleição Geral | Eleição Geral | Eleição Geral | Eleição Geral |
| Partido       | Partido       | Candidato     | Votos         | %             |               |               |
| ------------- | ------------- | ------------- | ------------- | ------------- | ------------- | ------------- |
|               | Democrata     | Don Siegelman | 752.087       | 57,91%        |               |               |
|               | Republicano   | Fob James     | 546.504       | 42,08%        |               |               |
|               |               | Total         | Total         | 1.298.591     | 1.298.591     |               |